# レンズ状銀河

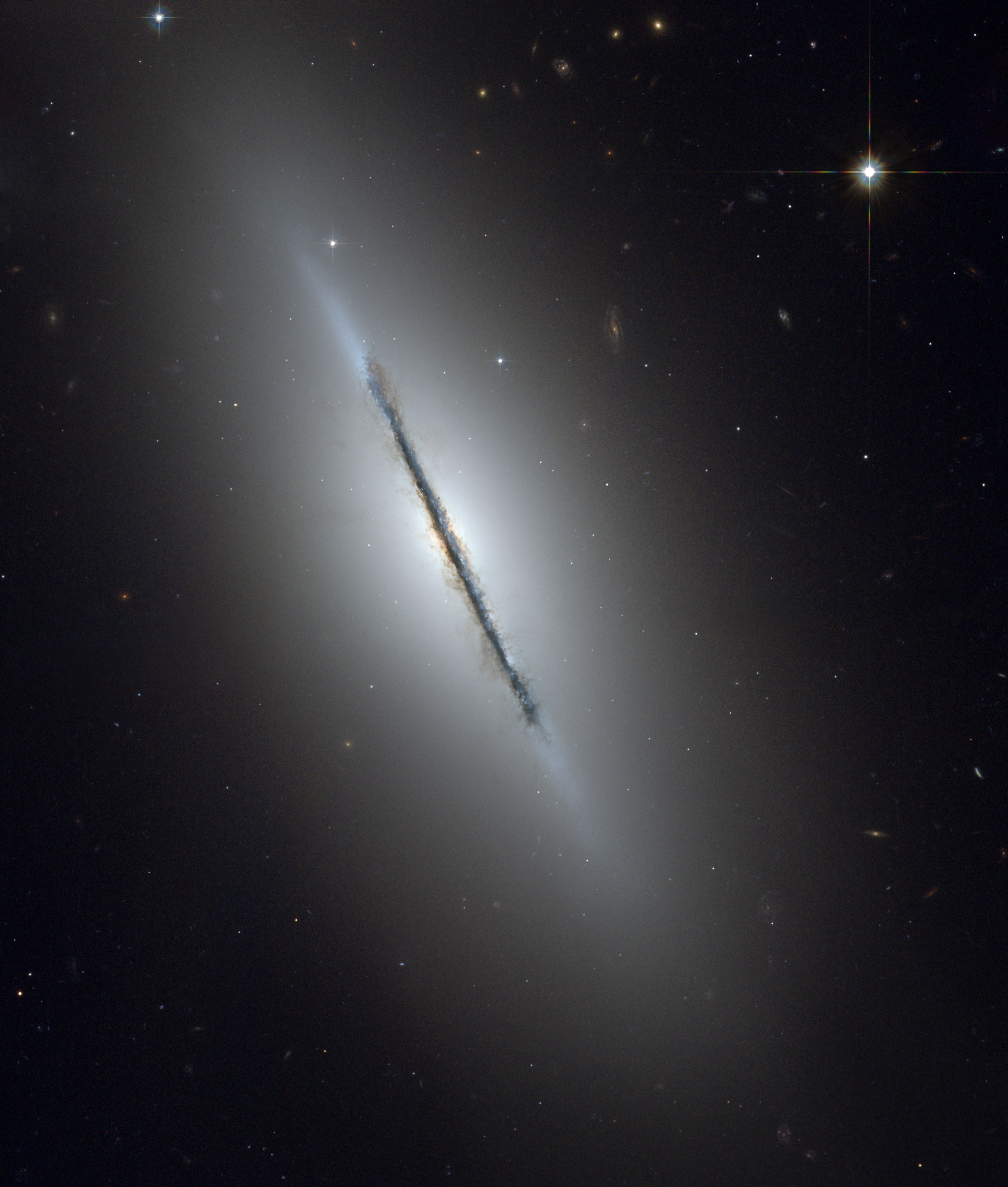
りゅう座 NGC 5866もレンズ状銀河の一つ。写真から分かるように、塵が銀河中心に集まっておらず、全体に広がっている。星間ガスがほとんどない点も特徴的である。写真はNASA提供。

レンズ状銀河（レンズじょうぎんが、lenticular galaxy）とは、銀河のハッブル分類における種類の一つ。ハッブル分類ではS0という記号で表されるため、S0銀河とも呼ばれる。

## 特徴
レンズ状銀河はその名の通り、渦巻銀河と同じような凸レンズ状のディスク構造を持つが、ガスや塵などの成分が非常に少なく渦状腕も見られない点が渦巻銀河と異なる。
レンズ状銀河のディスクは細かい構造を持たずのっぺりしているため、一見、扁平率の大きな楕円銀河にも似ているが、その表面輝度分布が銀河ディスクに特徴的な指数関数的分布をしているために楕円銀河とは区別される。このため、ハッブル分類では楕円銀河と渦巻銀河の中間に位置する銀河とされている。
ガスが非常に少なく若い星が見られないことから、渦巻銀河が何らかの理由でガス成分を失い、新たな星形成が行われなくなった銀河ではないかと考える説もある。
また、銀河の数が少ない領域にはレンズ状銀河はほとんど見られず、銀河団内部など、銀河の密度が高い領域に相対的に多く見られるという特徴もあり、レンズ状銀河の成因と関係があるのではないかと考えられている。

## 代表的なレンズ状銀河
- かみのけ座のM85(NGC4382)銀河